# ’u’

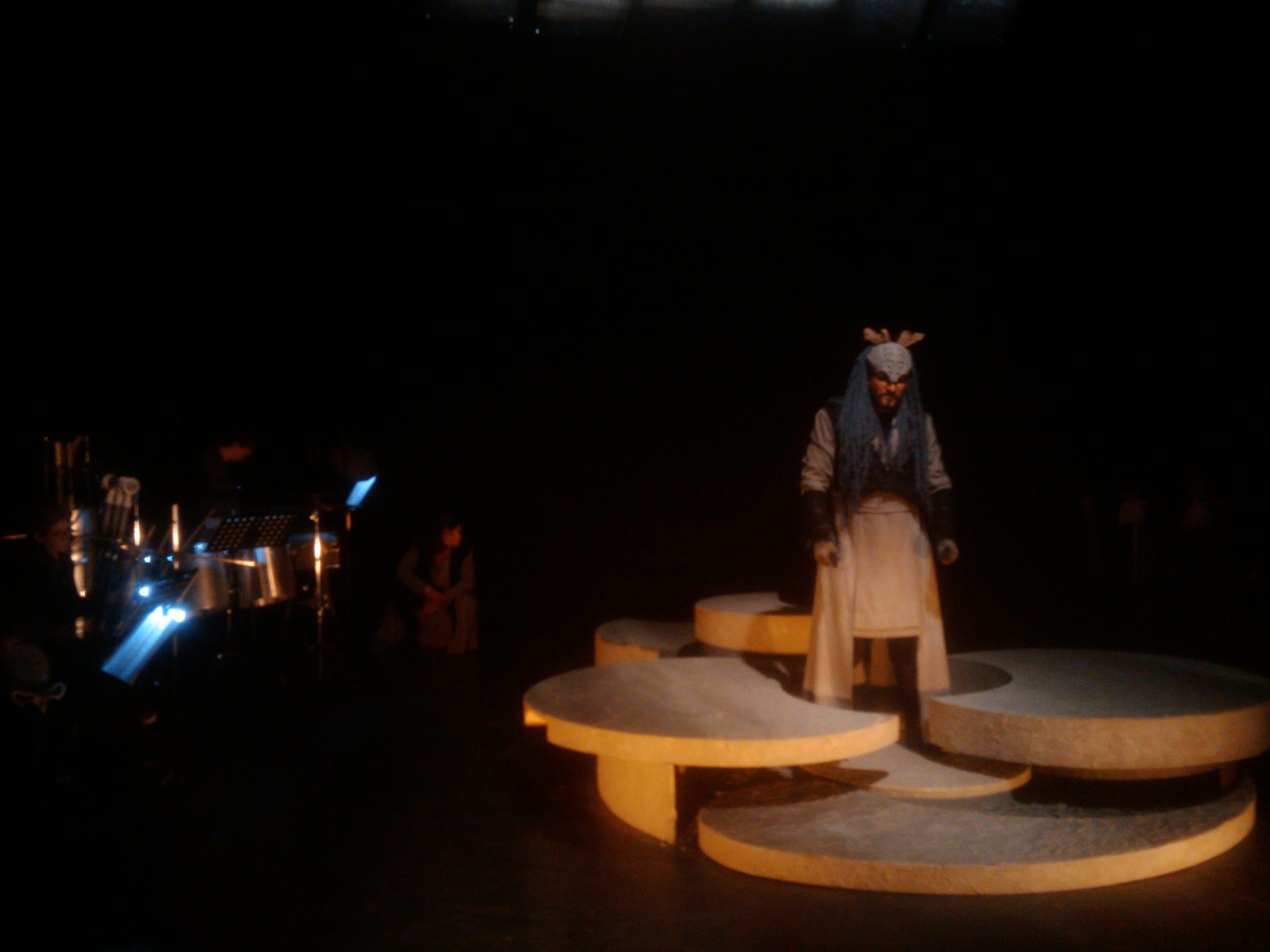
Scenă din opera ’u’, teatrul Zeebelt din Haga, Olanda, 10 septembrie 2010.

Kahless cel de neuitat, întemeietorul Imperiului Klingonian

’u’ (începând și terminând cu o ocluziune glotală) este prima operă în întregime în limba klingoniană, caracteriată ca fiind „prima operă Klingoniană autentică de pe Pământ”. Aceasta a fost compusă de Eef van Breen pentru un libret de Kees Ligtelijn și Marc Okrand sub conducerea artistică a Floris Schönfeld. Povestea din ’u’ se bazează pe legenda epică a lui Kahless cel de neuitat, o figură mesianică în istoria fictivă klingoniană.
Premiera de la Opera din Haga din 10 septembrie 2010 a fost un succes. 